# 梳四鰭鮠
梳四鰭鮠，為輻鰭魚綱鯰形目平鰭鮠科的其中一種，為熱帶淡水魚，分布於非洲剛果河流域，體長可達3.4公分，棲息在底層水域，生活習性不明。

## 擴展閱讀
維基物種上的相關：梳四鰭鮠